# Alpes bergamasques
Les Alpes bergamasques sont un massif  des Alpes orientales centrales. Elles s'élèvent en Italie (Lombardie), au nord de la ville de Bergame, d'où leur nom, à l'est de Lecco et au sud de Sondrio.
Le Pizzo di Coca (3 052 m) est le point culminant du massif.

## Géographie

### Situation
Le massif est situé au sud de la vallée de l'Adda (Valteline) et à l'est du lac de Côme, et est entouré par la chaîne de la Bernina au nord, le massif de Sobretta-Gavia au nord-est, le massif d'Adamello-Presanella à l'est et les Alpes lépontines à l'ouest.
Il comprend notamment les Alpes orobiques (italien : Alpi Orobie), un long chaînon orienté est-ouest complètement au nord du massif et présentant les plus hauts sommets.
Le reste du massif est entaillé de nombreuses vallées qui rendent son accès aisé, notamment pour la pratique des sports d'hiver.

### Sommets principaux
- Pizzo di Coca, 3 052 m
- Pizzo Redorta, 3 038 m
- Punta Scais, 3 038 m

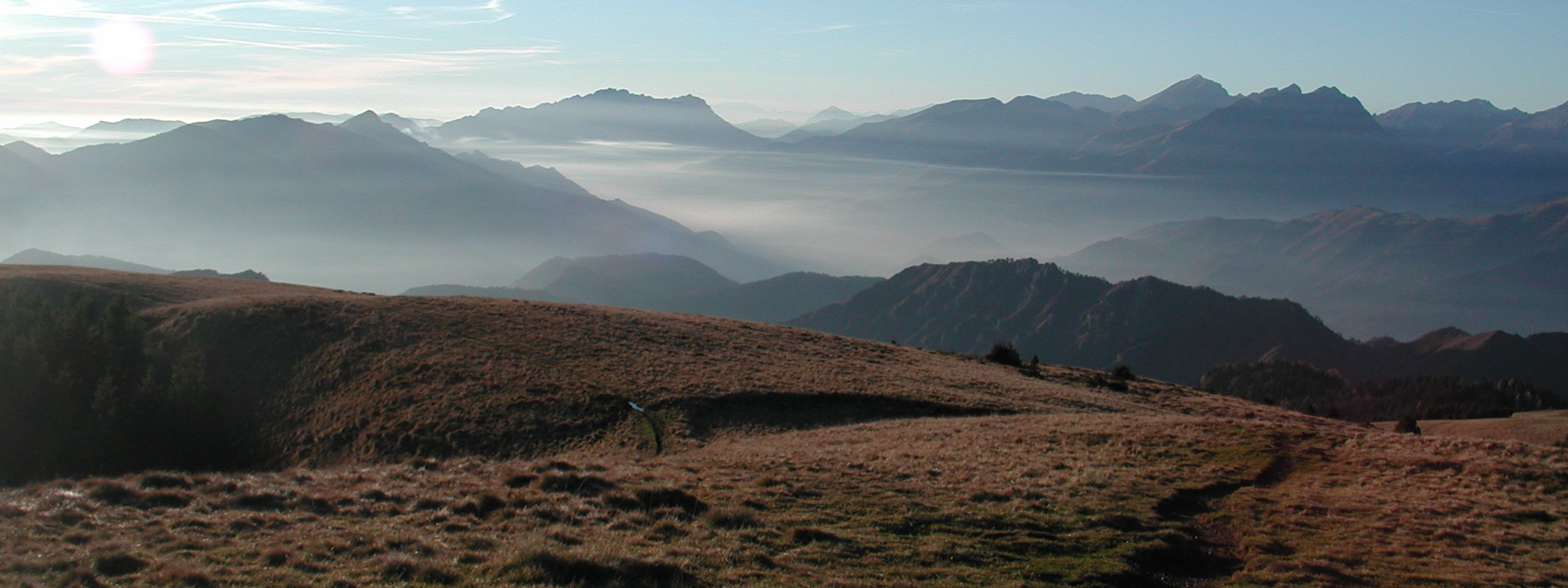
Panorama sur les Alpes bergamasques depuis le val Seriana.

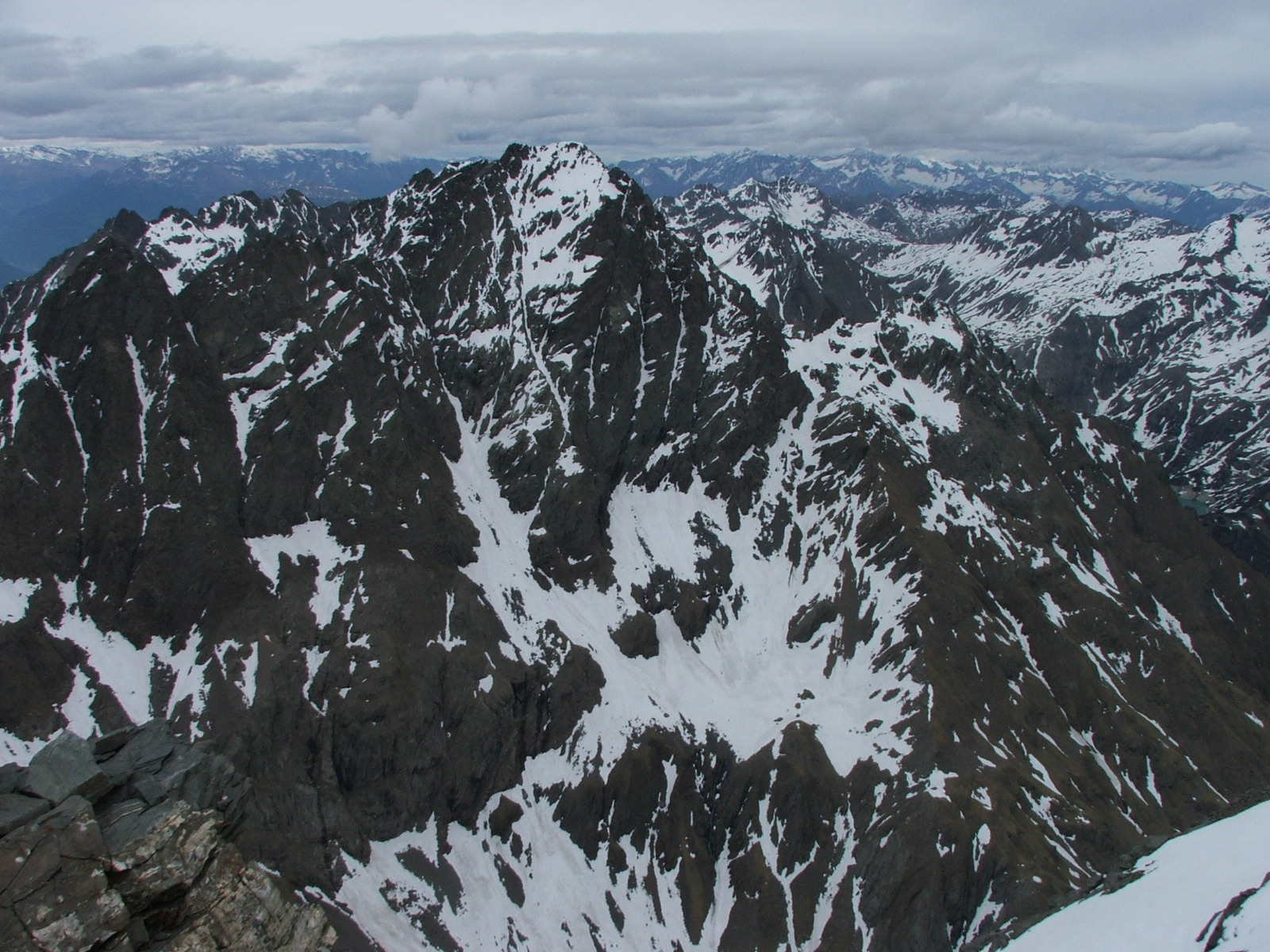
Pizzo di Coca.

- Pizzo del Diavolo della Malgina, 2 926 m
- Pizzo del Diavolo di Tenda, 2 916 m
- Mont Torena, 2 911 m
- Pizzo Recastello, 2 886 m
- Monte Gleno, 2 882 m
- Monte Trobio, 2 865 m
- Pizzo Strinato, 2 836 m
- Pizzo dei Tre Confini, 2 824 m
- Monte Lorio, 2 753 m
- Monte Aga, 2 720 m
- Monte Grabiasca, 2 705 m
- Pizzo Tornello, 2 687 m
- Corno Stella, 2 620 m
- Monte Legnone, 2 610 m
- Monte Cabianca, 2 601 m
- Pizzo Tre Signori, 2 553 m
- Monte Toro, 2 524 m
- Pizzo della Presolana, 2 521 m
- Pizzo Arera, 2 512 m
- Pizzo Alto, 2 508 m
- Monte Madonnino, 2 502 m
- Monte Rotondo, 2 495 m
- Pizzo Camino, 2 492 m
- Monte Cadelle, 2 483 m
- Pizzo Melasc, 2 462 m
- Grigna, 2 409 m

### Géologie
La majeure partie des Alpes bergamasques, à savoir la plus méridionale, est constituée de roches calcaires qui, du point de vue géologique, la rattachent aux Préalpes orientales septentrionales.

## Histoire
En 2024, des scientifiques ont découvert dans le val d'Ambria, sur le versant nord des Alpes orobiques, des fossiles d’un écosystème datant d'il y a 280 millions d’années. Ces empreintes offrent un aperçu rare de la faune et de la flore du Permien, période géologique qui a précédé le Mésozoïque, âge des dinosaures. Cette découverte a été rendue possible par la fonte des glaciers et des calottes neigeuses.

## Activités

### Stations de sports d'hiver
- Aprica
- Ardesio
- Aviatico
- Barzio
- Borno
- Carona
- Castione della Presolana
- Colere
- Foppolo
- Gerola Alta
- Gromo
- Lecco
- Margno
- Moggio
- Oltre il Colle
- Piazzatorre
- Schilpario
- Selvino
- Valbondione
- Valtorta

### Protection environnementale
La versant nord des Alpes orobiques dans la province de Sondrio fait partie du parc des Alpes orobiques de la Valtelline (it), réserve naturelle créée en 1989.
Le versant sud des Alpes orobiques est située dans la province de Bergame et fait partie du parc régional des Alpes orobiques bergamasques (it), créé en 1989.